# Janusz Gorczykowski
Janusz Gorczykowski ps. „Janusz”, „Mostowicz”, „Wróżdża”, „1224” (ur. 12 stycznia 1920 w Łodzi, zm. 2 sierpnia 1944 w Warszawie) – redaktor, publicysta, harcerz, narodowiec, uczestnik powstania warszawskiego.

## Życiorys

### Rodzina i edukacja
Był synem Piotra (profesora gimnazjalnego w Łodzi) i Leokadii z domu Tylman. W 1943 poślubił Marię Andziak, z którą miał córkę Elżbietę (ur. 1944). Uczęszczał do Gimnazjum Zgromadzenia Kupców w Warszawie od 1935 do 1937. Po uzyskaniu matury uczęszczał do Szkoły Podchorążych (do 1938). Następnie rozpoczął studia w Szkole Głównej Handlowej w Warszawie (do 1939).  Studia kontynuował na tej samej uczelni (pod nazwą Miejskiej Szkoły Handlowej) w latach 1941–1943. Już przed wojną związał się z ruchem narodowym, działając w organizacji Młodzież Wielkiej Polski, a na studiach w Młodzieży Wszechpolskiej.

### Działalność konspiracyjna
W podziemną działalność antyniemiecką zaangażował się już jesienią 1939. Po krótkim pobycie w Łodzi i wysiedleniu rodziny do Warszawy związał się z konspiracyjnymi strukturami Stronnictwa Narodowego. Współredagował czołowy tytuł konspiracyjnej endecji – tygodnik „Walka”. To dzięki niemu pismo ukazywało się regularnie i bez opóźnień. Od 1942 był redaktorem naczelnym młodzieży narodowej „Młoda Polska”. Na początku 1942 był w gronie osób, które zaczęły wydawać „Warszawski Dziennik Narodowy”.
Działał również w konspiracyjnych strukturach harcerstwa – Hufcach Polskich. W 1943 wszedł w skład Porozumienia Polskich Organizacji Młodzieżowych. W Porozumieniu byli czynni młodzieżowi przedstawiciele następujących organizacji: Grupa Szańca, Konfederacja Narodu, Hufce Polskie, Młodzież SN „Kwadrat”, Front Odrodzenia Polski i „Unia”. W tym samym roku rozpoczął starania o odtworzenie jednolitej struktury Młodzieży Wszechpolskiej (wspólnie z Janem Kornasem, Władysławem Furką, Zygmuntem Zagórowskim i Tadeuszem Łabędzkim). Kiedy się to udało, stanął na czele Wydziału Wychowania MW w Warszawie. W tym samym czasie kierował Działem Technicznym Centralnego Wydziału Propagandy SN (1942–1944).

### Powstanie warszawskie
Kiedy wybuchło powstanie, walczył jako harcerz Hufców Polskich w batalionie „Oaza”. Zginął już drugiego dnia powstania. Na początku 1945 jego zwłoki ekshumowano i złożono na cmentarzu w Wilanowie.

## Poglądy
W konspiracyjnej publicystyce dał się poznać jako krytyk liberalizmu. Uważał, że nacjonalizm nie jest doktryną, a etapem w rozwoju społecznym. Twierdził, że „ma [on] przed sobą długą przyszłość”.

## Publikacje
- Teoria i praktyka propagandy. Materiały do szkolenia prelegentów (1943)
- Idea narodowa (1944) z Tadeuszem Wróblem